# モータースポーツライセンス
モータースポーツライセンスは、各種モータースポーツに参加するために必要な資格のことである。
実際に走る選手（競技運転者）だけでなく、チーム監督や競技を取り仕切る審判員にもそれに対応するライセンスの所持が求められる。

## 発行主体

### 国際
世界的に通用する国際ライセンスの発行は以下の団体が行っている。下記団体が開催する競技に参戦するためには、これらの団体が発行したライセンスが必要となる。ただし発給申請自体は、傘下の国内ライセンスの発行団体を通じて行えることが多い。
- 国際自動車連盟（FIA）- 四輪自動車、レーシングカート
- D1GP国際ライセンス(D1コーポレーション) - 四輪自動車（ドリフト走行に関するもの）海外のD1GP出場に必要。
- 国際モーターサイクリズム連盟（FIM）- オートバイ
- 国際モーターボート連盟（UIM）- モーターボート
- 国際ジェットスポーツ協会（IJSBA）- 水上オートバイ

### 日本国内
日本の法律ではモータースポーツを行うのに資格は必要ないが、参加するモータースポーツ主催の団体（FIAやJAF等）が発行するモータースポーツライセンスが必要になる。日本国内でのみ通用する国内ライセンスは以下の団体が発行している。公益法人が発行するもの（公的資格）と一般社団法人や株式会社が発行したもの（民間資格）がある。
- 日本自動車連盟（JAF） - 四輪自動車、レーシングカート
- SLカートスポーツ機構 - レーシングカート
- D1コーポレーション - 四輪自動車（ドリフト走行に関するもの）
- 日本モーターサイクルスポーツ協会 - オートバイ、スノーモービル
- 日本ATV協会 - 全地形対応車
- 日本パワーボート協会 - パワーボート
- 日本アマチュアボートレース連盟 - アマチュア競艇
- 日本ジェットスキー協会、日本ジェットスポーツ連盟 - ともに水上オートバイ

## ライセンスの種類

### 四輪自動車
- FIA、JAF発行ライセンス（日本ではJAF正会員であることが資格取得の条件である）[1]。同組織主催の自動車競技に参加するには下記のライセンスが必須になるが、『オートテスト』への参加はライセンスは不要である。
  - 国内Bライセンス 
ジムカーナ、ラリー、ダートトライアル、サーキットトライアル（レース前の予選と同じ）などの国内格式以下の競技会に出場可能で、レース(複数の車両が同時に出走する種目でFIA,JAFの用語)には出場不可
  - 国内Aライセンス、限定国内A級ライセンス（16歳以上18歳以下のみ）
ワンメイクレース、スーパーFJ、FIA F4、フォーミュラ・リージョナル・ジャパニーズ・チャンピオンシップ、スーパーフォーミュラ・ライツ（国内格式）などの各種国内格式レースに出場可能
  - 国際Gライセンス
ジュニアカート、ジュニアオートクロスが対象。11歳～14歳まで。
  - 国際Fライセンス
シニアカート（ミッションカート除く）、ジュニアオートクロスが対象。13歳～15歳まで。
  - 国際Eライセンス
シニアカート、シニアオートクロス、ジュニアラリークロスが対象。14歳以上より。
  - 国際D-Cライセンス
パワーウェイトレシオが3kg/hp超のサーキットカーが対象。ラリーなどの道路競技は除く。16歳以上より。
GT4欧州選手権等一部の国際格式のレースに出場可能。
  - 国際D-Rライセンス
パワーウェイトレシオが5kg/hp超のロードカーが対象。レースは除く。16歳以上より。
ラリー3～ラリー5が該当する。
  - 国際C-Cライセンス
パワーウェイトレシオが2kg/hp超3kg/hp未満のサーキットカーが対象。ラリーなどの道路競技は除く。16歳以上より。
フォーミュラ・リージョナル・ヨーロピアン・チャンピオンシップ等一部の国際格式のレースに出場可能、SUPER GTではチーム監督に同級以上のライセンス保持者を充てるようにルールで定められている。
  - 国際C-Rライセンス
パワーウェイトレシオが3kg/hp超5kg/hp未満のロードカーが対象。レースは除く。16歳以上より。
ラリー1～ラリー2が該当する。
世界ラリー選手権やダカールラリーなどの国際格式ラリーに出場可能
  - 国際Bライセンス
パワーウェイトレシオが1kg/hp超2kg/hp未満のサーキットカーが対象。ラリーなどの道路競技は除く。16歳以上より。
FIA F2、FIA F3、スーパーフォーミュラ、スーパーフォーミュラ・ライツ（国際格式）、SUPER GT、ハイパーカーを除く世界耐久選手権(WEC)、ル・マン24時間レースなどに出場可能
  - 国際Aライセンス
パワーウェイトレシオが1kg/hp未満のサーキットカーが対象。ラリーなどの道路競技は除く。17歳以上より。
取得には国際C以上の選手権を6大会以上参戦していて、ライセンスポイントが3年間で14ポイント必要とされている。
世界耐久選手権(WEC)のハイパーカークラスに出場可能
  - eライセンス
フォーミュラE世界選手権に出場するために必要。18歳以上より。
国際B保持が前提で、レース成績が加味された審査が行われる。ライセンスポイントが3年間で20ポイント必要か、過去にスーパーライセンスを所持していてF1またはライセンスポイントが対象となる選手権でレース成績が優れた者、またはフォーミュラカーで顕著な成績を残した者や、ライセンスポイントが対象となる選手権で最低20ポイント（シーズンチャンピオン）を取得した者、とされている。
  - スーパーライセンス
F1に出場するために必要。18歳以上より。
国際A保持が前提で、レース成績が加味された審査が行われる。証明書はなく、FIAの名簿に登録される

2022年よりカート、オートクロス、ラリークロス等のジュニアカテゴリ向けの国際G級～国際E級が追加され、各級は主にパワーウェイトレシオによって区分された。

国際D級、国際C級はサーキット向けと道路向けに分かれた。国際D-C、国際C-Cはサーキットを意味し、国際D-R、国際C-Rはロード（道路）を意味する。サーキットとロード用のライセンスが区分けされたので、競技者によっては2つのライセンスを持つこともある。
国内Bライセンス取得後、1回の公認競技会完走記録認定後（JAF指定の用紙に主催者側のJAF指定様式の完走認定印を捺印してもらう）に国内Aライセンスの講習資格が得られ、指定講習会で座学及び実技、試験に合格すると国内Aライセンスが取得できる。その後はレースまたはレース以外の競技を24か月以内に指定回数の完走認定証明を受け、証明書を添付の上JAFに対し上位取得申請を行うことで国際C-C級もしくは国際C-R級が取得できる。
かつては国際C級ライセンスの場合は、国内格式のJAF指定レース選手権の完走実績により国内A級から国際B級ライセンスに飛び級も可能であったが、2022年に行われたFIAの国際ライセンス区分改正により廃止されている。
国際DについてはJAFのライセンス種類・取得方法の一覧やライセンス申請書等には国際D-C及び国際D-Rの記載がなく、国内Aから国際Cへの申請が可能な為、国際Dは日本国内のレースでは使用されていないようである。
- - ドラッグライセンス
ドラッグレース用のライセンス
  - ソーラーカーライセンス
  - 競技参加者（エントラント）ライセンス
チーム代表になるために必要とされる、個人で取得するが、チーム名を付加して取得申請するのが基本。個人名でも可能である。ライセンス表記チーム名がエントラント表記（チーム名）として公式エントリー受付になる。また競技の暫定結果に対して抗議権（代表者名で抗議書に抗議手数料を現金を添付し大会審査委員会に提出する）を持つのもエントラント代表者のみとなる。（代表者以外の名前で抗議書を提出しても受け付けられない）
    - 国内：国内格式競技に参加するために必要（中には必要とされない競技もある）
    - 国際：すべての国際格式競技するために必須である。

  - 公認審判員
コース、計時、技術の種別がある
    - 公認審判員B3級（講習会及び公認競技のオフィシャル経験を1回経験すれば取得可能、国内Bライセンス講習会を受講すれば取得可能）
    - 公認審判員B2級（レース以外の国内格式競技では監督権を持つ）
    - 公認審判員B1級（レース以外の競技で監督権を持つ（ルール上はWRCまでの競技長を務めることが可能である）
    - 公認審判員A2級（すべての競技の国内格式競技では監督権を持つ）
    - 公認審判員A1級（全ての競技について監督出来る（ルール上はF1の競技長を務めることも可能である）と共に、上級講習会の講師を務めることが可能である）

  - 公認審判員の上級資格取得方法について
    - 公認審判員B3級取得後24か月以内に指定の競技の審判員参加及び条件をクリアし（JAF指定の用紙に主催者側のJAF指定様式の参加印を捺印してもらう）、指定の公認審判員上級講習会を受講し合格することで上位の審判員資格が得られる。
    - 公認審判員は自動車運転免許がなくても取得可能である

- D1コーポレーション発行ライセンス（ドリフト走行）（現在はJAF・FIA公認競技となったためJAFライセンスに統合されており、JAFライセンスが必要である）
  - D1GPドライバーズライセンス
  - D1SLドライバーズライセンス
    - D1SL-A
    - D1SL-B

  - D1Eドライバーズライセンス

### カート
- FIA,JAF発行ライセンス
  - 国内ジュニアB
  - 国内ジュニアA
  - 国際ジュニア
  - 国内B
  - 国内A
  - 国際C
  - 国際B
  - 国際A
  - エントラント
    - 国際
    - 国内

  - オフィシャル
    - コース
      - 3級
      - 2級
      - 1級（以下の各種類に対しても同様）

    - 計時
    - 技術
- SLカートスポーツ機構発行ライセンス
  - SLメンバーズカード

### オートバイ
- ロードレース
  - ジュニア
  - フレッシュマン
  - 国内
  - 国際
- モトクロス、トライアル
  - PCライセンス（モトクロスのみ）
  - ジュニア
  - 国内B
  - 国内A
  - 国際B
  - 国際A
- スノーモービル、ドラッグレース
  - ジュニア（スノーモービルのみ）
  - B級
  - A級
- エンデューロ
- スーパーモタード
  - B級
  - A級
- ピットクルー

### 全地形対応車
- 国内
  - 日本ATV協会
    - ノービス
      - 50 OPEN
      - SUPER 50
      - KIDS
      - 80 LADIES
      - 80 OPEN
      - SUPER 80
      - 200 B2
      - 200 B4
      - OPEN-B

    - エキスパート
      - 50 OPEN
      - SUPER 50
      - KIDS
      - 80 LADIES
      - 80 OPEN
      - SUPER 80
      - 200 B2
      - 200 B4
      - OPEN-B

    - セニア
      - 200 PRO
      - OPEN-A
      - PRO

  - 北海道ATV協会
    - KIDS B
    - KIDS A
    - 50 OPEN
    - 100 OPEN
    - 200ノーマル
    - 200N-2
    - 200N-4
    - OPEN B
    - OPEN A
    - 200PRO
    - OPEN PRO

  - 国際

### モーターボート
- JPBA発行ライセンス
  - レーシング
    - 国際レーシング
    - 国内レーシング

  - スポーツ
- JABF発行ライセンス
  - レーシング
  - 公認競技員
  - 登録検査員

### 水上オートバイ
- JJSBAライセンス
  - STK
    - B級

  - S-LTD
    - A級

  - N
- JJSFライセンス
  - SKI
    - P級
    - A級
    - B級LTD
    - B級STK
    - BS級

  - R/A1200
    - P級
    - A級
    - B級LTD
    - B級STK
    - BS級

  - R/A1600（4ストローク）
    - O級SLTD（P級・A級限定）
    - O級STK

  - WSKI
    - P級LTD
    - LTD
    - STK

  - SPO
    - O級SP800

  - R/A800
    - O級

## ライセンスの取得方法
FIA,JAF発行の四輪自動車の国内B級競技運転者（ライセンス）を例にとって説明する。
1. 普通自動車の運転免許を取得する。
2. 日本自動車連盟（JAF）の個人会員となる。（家族会員は不可）
3. 下記のいずれかの条件を満たす。
  - JAFもしくはJAFの登録クラブが主催する講習会に参加する。
  - 登録クラブから推薦してもらう形で申請書を作成する。（当該申請料のほかに推薦料が必要となる）
  - JAF公認のクローズド競技会（ライセンスを必要としないクラス）で完走し、証明書の発給を受ける（事前に主催者に完走証明を貰えるか問い合わせるのが望ましい。また証明印が必要になるため、申請書を主催者に提出する必要がある）。
4. 申請書と申請料をJAFに提出する。（完走証明受領・講習会修了から30日以内に手続きを行わないと失効する）

国内B級を取得してから国内A級を取得する場合、JAF公式競技で完走するなどの必要条件を満たした後に上級ライセンスへの変更申請を行う。この変更は、JAF公式競技での1回以上の完走記録があり、国内サーキット走行の実技試験、レースに関する筆記試験に合格すれば可能である。
以前は、先に国内B級を取得していなければ国内A級の取得は不可能であった。しかし、2012年度よりJAF規定が緩和され、「JAF公認サーキットにてスポーツ走行の経験が50分以上あり、サーキットからの走行証明書を所持している」場合、国内B級を所持していなくても、国内A級ライセンスの講習会を直接受講できることとなった（B級・A級同時付与扱い）。これを受け、一部のサーキットではスポーツ走行会とライセンスの講習会・試験をセットにし、一日で国内A級ライセンスが取得できるプログラムを組んでいる。
国際C級以上のライセンスを取得するためには、国内A級ライセンスを取得した後、所定期間内に行われる公認競技に所定回数完走し、その都度競技長による完走認定印を受けた競技記録カードをJAF本部または支部のモータースポーツ担当部署に添えて上級更新申請をする。（当該年度に申請する場合は、差額となるが、年更新時に同時に行う場合には、新規に申請する上級ライセンスの更新料が必要となる）
なおJAFの競技運転者ライセンスはレーシングカートライセンスをのぞき原則として運転免許の取得が前提となる（公認審判員は運転免許所持の有無は問われない）が、ライセンスの発行団体によっては、競技ライセンスの取得に際し運転免許の有無を問わないところもある。また18歳未満の者に対しては競技限定運転許可証「限定ライセンス」が発行される。

## 更新と失効
FIA,JAF発行の四輪自動車の競技運転者ライセンスを基にして説明するが、FIA,JAF発行のカートのライセンスについてもおおむね同様である。

### 更新
- ライセンスの有効期間は、当該年の1月1日 - 12月31日の1年間である。（ただし11月や12月に取得した場合、有効期間は翌年の12月31日となる。）
- 11月1日より、翌年のライセンスへの更新手続き、および新規申請手続きをする事が出来る。更新は、申請書と更新料金をJAFに提出するだけで良い。
- ライセンスを紛失した場合は申請すれば再発行が可能であるが、一年分の更新料の半額（所持しているもの全ての半額・部分的再発行は不可）の手数料が発生する。紛失が発覚して以降、その年にライセンスの必要な競技会に出場しないのであれば、翌年のライセンスへの更新手続きをすればよい。
- JAFのWebサイト上の「JAFマイページ」でもクレジットカード決済でライセンス料金を支払うことによりライセンス更新が行える。ただし、18歳未満の者のライセンス、更新条件を確認する必要があるライセンスは、JAF窓口に行くか、現金書留の郵送による方法のみとなる。

### 失効
- 更新をしないまま、翌年の12月末日を過ぎてしまうとライセンスは失効してしまい、取り直さなければいけない。
- 有効な運転免許証保持が前提となるライセンスの場合は、免許が取消になると自動的に失効するほか、免許停止期間中は一時的に効力が停止される。実際免許停止・取消が理由で、一時レース参戦ができなくなった有名ドライバーも少なくない（佐藤琢磨、星野一義など）。
- 競技にて不正行為などを行った者は、ペナルティとしてライセンスを取り消される事がある。
- 海外に長期出張などする場合は、日本国内で更新手続きを行えるよう手配するか、渡航先において同等のライセンスに切り替えて維持（国によりできない場合がある）していないと失効してしまう。

### 降格
- 国際A・国際Bライセンスの場合は、国際格式のレースに1回も決勝出走した実績のない場合「国際C以下のライセンス」に降級となる。
- 所持者側で当該級のライセンスを必要としない場合は、翌年分に更新をする際に下位に降級出来る（再度の昇級には最初に取った時と同じ条件が必要）。